# Christoph-Sturm-Straße 18 (Hilpoltstein)

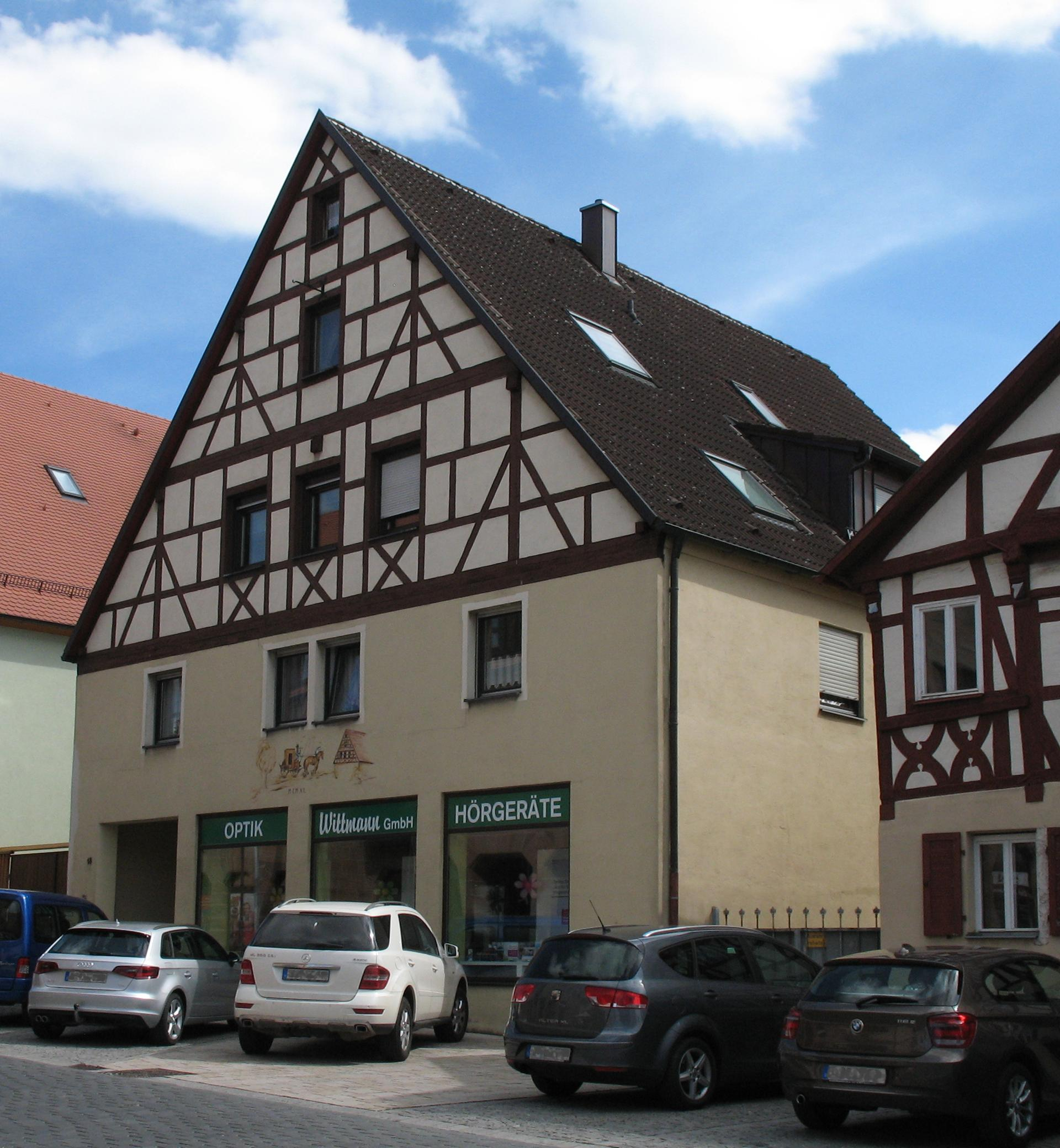
Haus Christoph-Sturm-Straße 18 in Hilpoltstein

Das Gebäude Christoph-Sturm-Straße 18 in Hilpoltstein, einer Stadt im mittelfränkischen Landkreis Roth in Bayern, wurde wohl in der ersten Hälfte des 18. Jahrhunderts errichtet. Das heutige Wohn- und Geschäftshaus ist ein geschütztes Baudenkmal.
Das zweigeschossige, giebelständige Bürgerhaus wird von einem Satteldach gedeckt. Das Fachwerkobergeschoss ist verputzt und am Giebel wurde das Fachwerk freigelegt.